# 북아프리카땃쥐
북아프리카땃쥐(Crocidura pachyura) 또는 북아프리카흰이땃쥐는 땃쥐과에 속하는 포유류의 일종이다. 지중해의 이비사섬, 사르데냐, 판텔레리아 섬과 알제리와 튀니지 북부 지역에서 발견된다.